# ريجنالد يوهانسون
ريجنالد يوهانسون (بالإنجليزية: Reginald Johansson)‏ هو لاعب هوكي الحقل نيوزلندي، ولد في 27 نوفمبر 1925 في ويلينغتون في نيوزيلندا، وتوفي في 20 يونيو 2007.

## وصلات خارجية
- ريجنالد يوهانسون على موقع أوليمبيديا (الإنجليزية)